# Miquel Garriga i Roca

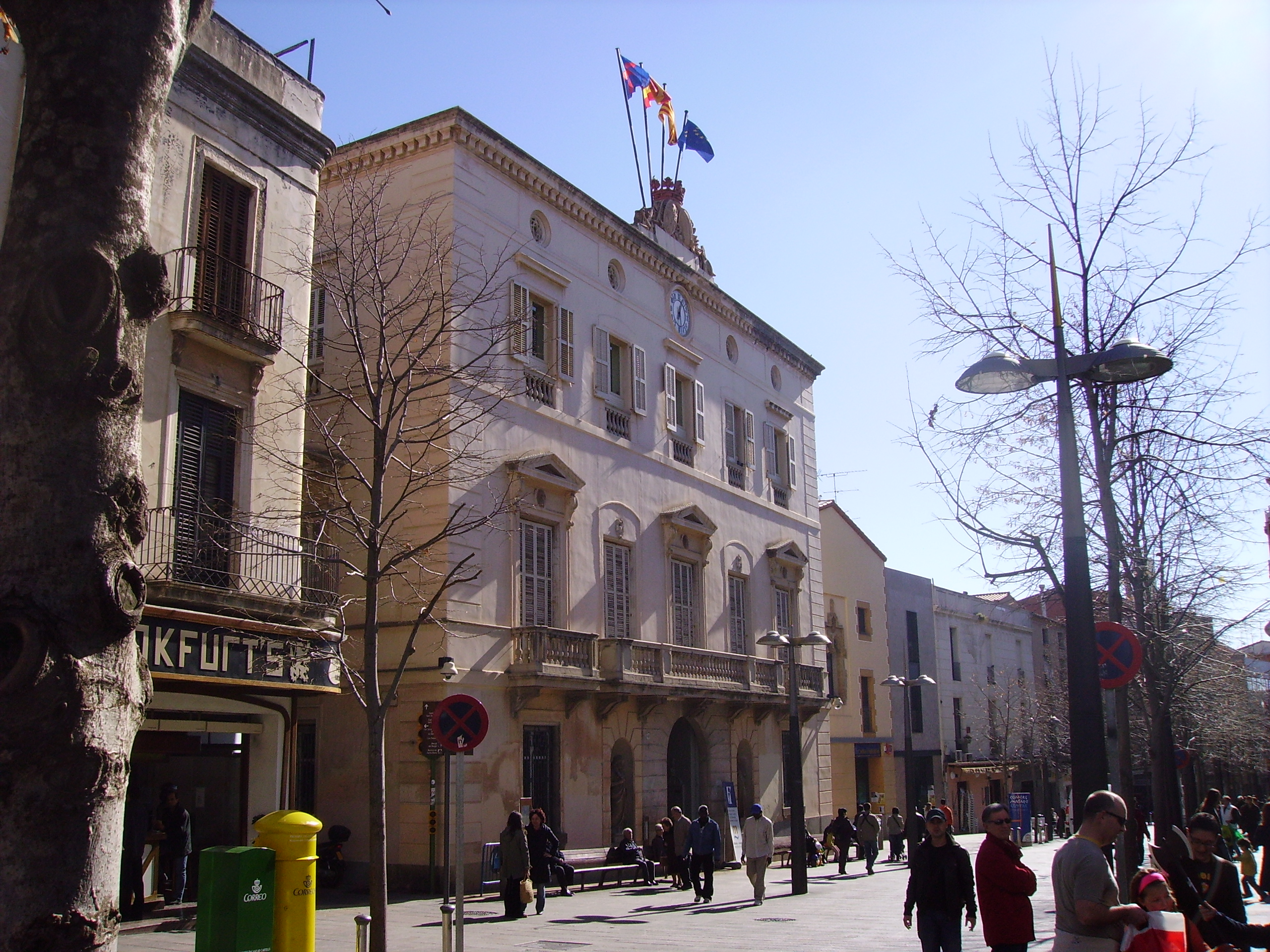
Fachada del Ayuntamiento de Mataró, obra de Garriga i Roca del año 1867.

Miquel Garriga i Roca, Alella, 1804 - Barcelona 1888, fue un arquitecto y urbanista español, hijo y nieto de arquitectos.

## Biografía
Durante su empleo como arquitecto municipal de Barcelona, en el año 1858 realizó el levantamiento de un plano topográfico del interior de la ciudad a escala 1:250, llamado popularmente «Quarterons Garriga i Roca» (Plano de Barcelona de Miquel Garriga i Roca (1856-1862), custodiado en el Archivo Histórico de la Ciudad de Barcelona. También hizo unos planos topográficos de El Masnou, uno en 1849 y otro en el año 1850.
Proyectó un plan para el Ensanche barcelonés en el año 1857 que, a pesar de haber sido aprobado, no se realizó. En su lugar se llevó a cabo el presentado por Ildefonso Cerdá.
Su obra más famosa fue la construcción del Gran Teatro del Liceo en el año 1845 sobre un antiguo convento trinitario y que fue inaugurado en abril de 1847.

## Obras publicadas
- Revista Boletín Enciclopédico de Nobles Artes, Varios artículos entre 1846 y 1847
- Monografía del monasterio de Santa María de Junqueras de Barcelona. 1854

## Obras
- 1841 La Pescadería, porches para la venta del pescado en Mataró.
- 1845 Ayuntamiento neoclásico de El Masnou por encargo del alcalde Joan Rubis.
- 1847 Casa Fontrodona. Residencia de Àngel Guimerà en la calle Petritxol. Barcelona.
- 1860 Cementerio municipal de El Masnou.
- 1860 Casa Farguell en la plaza Santa Anna. Barcelona.
- 1864 Casa Martí i Fàbregas. Reformas de una casa del siglo XVIII de la calle Portaferrisa de Barcelona.
- 1867 Fachada del ayuntamiento de Mataró.
- 1868 Reformas en la Casa de la Ciudad de Barcelona.

## Fondo personal
El fondo personal de Miquel Garriga i Roca depositado en el Archivo Histórico de la Ciudad de Barcelona, está constituido por un conjunto de documentos del arquitecto, directamente relacionados con su profesión. No es ésta la única documentación de Garriga i Roca depositada en el AHCB, ya que en el ámbito de Gráficos se encuentran valiosos planos, como los célebres Quarterons, el Plano de Barcelona de Miquel Garriga i Roca (1856-1862). Hay que decir que en el conjunto documental del fondo personal también podemos encontrar algunos planos.
Este fondo, cuyas fechas extremas son 1841–1880, está integrado por tipologías documentales muy diversas, pero todas ellas hacen referencia a obras proyectadas o realizadas por el arquitecto.